# Jérémy Leveau
Jérémy Leveau (Argentan, Orne, 17 d'abril de 1992) és un ciclista francès, professional des del 2015 fins al 2024.
El seu pare Daniel també es dedicà professionalment al ciclisme.

## Palmarès
- 2012
  - 1r al Circuit des Matignon
- 2013
  - 1r al Gran Premi de Blangy-sur-Bresle
  - Vencedor d'una etapa al Tour del Piémont Vosgien
- 2014
  -  Campió de França en ruta sub-23
  - 1r a la París-Évreux